# Joueur de troisième but
Troisième base
Un joueur de troisième but, 3B ou troisième base, est un joueur qui occupe le troisième des quatre bases dans un terrain de baseball pour empêcher le coureur de marquer un point. Les joueurs de troisième base sont presque toujours des droitiers parce qu'en attrapant la balle leur corps est déjà bien placé pour relayer la balle au joueur de première base. Un joueur de troisième base doit bien lancer parce qu'il doit souvent directement l'envoyer en première base. Il doit avoir de bon réflexe car c'est souvent la balle frappée vers lui qui est frappée le plus solidement. En plus il doit attraper la balle frappée faiblement en l'air près du troisième base, parfois foul ball. Les joueurs sont souvent sélectionnés pour la qualité de frappe parce que les joueurs de troisième base participent à moins de doubles jeux que les arrêt-courts et les joueurs de deuxième base. Des 24 joueurs ayant frappé 500 coups de circuit en carrière en MLB, trois sont des joueurs de troisième base.
Le poste de troisième base est souvent appelé « hot corner » par les commentateurs de baseball, en raison du nombre important de frappes puissantes à cet endroit.

## Membres dutemple de la renommée
- Frank Baker
- Wade Boggs
- George Brett
- Jimmy Collins
- Ray Dandridge
- Judy Johnson
- Chipper Jones
- George Kell
- Freddie Lindstrom
- Eddie Mathews
- John McGraw
- Paul Molitor
- Brooks Robinson
- Ron Santo
- Mike Schmidt
- Pie Traynor
- Deacon White
- Jud Wilson

## Récipiendaires de plusieursgants dorés
- Brooks Robinson - 16
- Mike Schmidt - 10
- Nolan Arenado - 9
- Buddy Bell - 6
- Scott Rolen - 6
- Robin Ventura - 6
- Adrián Beltré - 5
- Ken Boyer - 5
- Doug Rader - 5
- Ron Santo - 5
- Eric Chavez - 5
- Gary Gaetti - 4
- Matt Williams - 4

## Autres vedettes
- Sal Bando
- Ossie Bluege
- Miguel Cabrera
- Ken Caminiti
- Ron Cey
- Eric Chavez
- Harlond Clift
- Lave Cross
- Mike Lowell
- Jerry Denny
- Morgan Ensberg
- Darrell Evans
- Troy Glaus
- Heinie Groh
- Stan Hack
- Bob Horner
- Brandon Inge
- Howard Johnson
- Willie Kamm
- Ken Keltner
- Arlie Latham
- Tommy Leach
- Evan Longoria
- Denny Lyons
- Manny Machado
- Bill Madlock
- Dave Malarcher
- Ollie Marcelle
- Edgar Martinez
- Billy Nash
- Graig Nettles
- Terry Pendleton
- Alex Rodriguez
- Al Rosen
- Ezra Sutton
- Mark Teahen
- Tim Wallach
- Ned Williamson
- David Wright
- Eddie Yost